# Ларсен, Гленн Атле
Гленн Атле Ларсен (норв. Glenn Atle Larsen; 24 августа 1982, коммуна Стур) — норвежский футболист, нападающий и полузащитник.

## Биография
На старте карьеры представлял клубы «Финнос СК» и «Бремнес» (Бёмлу). В 2001 году сыграл 3 матча за клуб первого дивизиона Норвегии «Хёугесунн».
В ноябре 2001 года перешёл в эстонский клуб «Флора» (Таллин), подписав трёхлетний контракт. Дебютировал в высшем дивизионе Эстонии 22 марта 2002 года в матче против «Левадии» Маарду и в этой же игре забил своё первый гол, принеся своему клубу минимальную победу. Всего в 2002 году забил 6 голов в 13 матчах за «Флору» и стал со своим клубом чемпионом Эстонии. 26 октября 2022 года стал автором хет-трика в ворота «Левадии» Пярну (7:0), забив все три гола в последние шесть минут игры. Одновременно с выступлениями за «Флору» играл в первой лиге за «Валгу», где стал победителем турнира, а также с 16 голами в 16 матчах стал четвёртым бомбардиром турнира и лучшим снайпером своего клуба. В 2003 году играл только за «Валгу», выступавшую теперь в высшей лиге, провёл в марте-мае 8 матчей (по другим данным — 9) и забил один гол.
Вернувшись на родину, числился в клубе первого дивизиона «Хёугесунн» и высшего дивизиона «Волеренга», но не выходил на поле. В первой половине 2004 года играл за «Нюбергсунн» во втором дивизионе.
Летом 2004 года перешёл в клуб высшего дивизиона Шотландии «Данди», где за сезон сыграл 16 матчей в чемпионате, из них лишь в двух выходил в стартовом составе. Стал автором одного гола, 28 августа 2004 года в матче против «Хиберниана» (4:4). Также два раза выходил на поле в кубковых матчах, оба раза — на замену. По итогам сезона 2004/05 его клуб вылетел из высшего дивизиона. Затем выступал в чемпионате Ирландии за «Сент-Патрикс Атлетик», провёл 15 матчей.
В 2008 году присоединился к клубу первого дивизиона Норвегии «Конгсвингер», где сыграл 5 матчей и забил один гол, а на следующий год играл только за резервный состав клуба. Весной 2010 года сыграл один матч за клуб второго дивизиона Дании «Коллинг». В конце карьеры играл в низших лигах Норвегии за «Шейд» (Осло).
После окончания игровой карьеры работал детским тренером в клубе «Бёмлу».

## Достижения
- Чемпион Эстонии: 2002